# Henry Swoboda
Henry Swoboda (Prague, 29 octobre 1897 – Rossinière, 13 août 1990) est un chef d'orchestre et musicologue tchécoslovaque. Il réalise beaucoup d'enregistrements pour le label Westminster Records, notamment la première commerciale de la sixième symphonie de Bruckner.

## Biographie
Après ses études au Conservatoire de Prague avec Vaclav Talich, il fréquente l'Université Charles de Prague pour son doctorat. Ensuite il est chef adjoint à l'opéra de Prague (1921 et 1923). De 1927 à 1931 il travaille pour Electrola à Berlin et plus tard comme chef d'orchestre à Radio Prague (1931–1938). Il est également chef invité à Édimbourg, Berlin, Dresde et Vienne.
Professeur invité à l'Université de Californie du Sud entre 1931 et 1939, il immigre aux États-Unis en 1939 et est naturalisé dans les années 1940. Se produisant surtout en Europe après la guerre et en Amérique du Sud. En 1949, il participe à la création du Label américain Westminster Records, dont il assure un temps la direction artistique.
En 1962, il est nommé chef de l'Orchestre de Harvard-Radcliffe (en) jusqu'en 1964, puis de l'université du Texas jusqu'en 1968.
En tant qu'éditeur Swoboda a publié un ouvrage collectif intitulé The American Symphony Orchestra, contenant des textes de Nicolas Slonimsky, Walter Piston, Erich Leinsdorf, Josef Krips, Maurice Abravanel, Aaron Copland, Leon Kirchner, Howard Hanson, William Schuman et Leopold Stokowski.

## Discographie
Il laisse des enregistrements avec l'Orchestre de l'opéra de Vienne, l'Orchestre philharmonique de Hollande, le Concert Hall Society.
- CPE Bach, Symphonies en ut et en ré H.663 / H.659 - Orchestre symphonique de Vienne (27 juillet 1950, Westminster) (OCLC 4945714)
- Boccherini, Symphonie en la - Orchestre symphonique de Vienne (1950, Westminster) (OCLC 23750924)
- Bruckner, Symphonie no 6 - Orchestre symphonique de Vienne (septembre 1950, Westminster 5055 / W-9700) (OCLC 5773397)
- Haydn, Symphonies nos 64 et 91 - Orchestre symphonique de Vienne (1950, Westminster) (OCLC 2997896)
- Haydn, Symphonies nos 94 et 100 (Guilde internationale du Disque/Musical Masterpiece Society)
- Dvořák, Symphonie no 3, Scherzo capriccioso, op. 66 ; Rhapsodie Slave no 2, op. 45, no 2 - Orchestre symphonique de Vienne (1955, Westminster) (OCLC 9117279)
- Goldmark; Peter Rybár, violon ; Orchestre symphonique de Vienne (1950, Westminster WL 50-10) (OCLC 886667439)
- Hindemith, Concerto pour violon (Kammermusik no. 4) ;  Quatre Tempéraments° - Franz Holletschek°, piano ; Peter Rybar, violon ; Orchestre de Winterthur (1951, Westminster WL 5074) (OCLC 6939716)
- Janáček, Taras Bulba°, Suites - Orchestre symphonique de Vienne° et Orchestre symphonique de Winterthur (1951, Westminster) (OCLC 19612160)

- Kodály, Te deum, Ouverture de thếatre - Sena Jurinac, Sieglinde Wagner, Rudolf Christ, Alfred Poell ; Orchestre symphonique de Vienne (1950, Westminster WL 50-1) (OCLC 9070681)
- Martinů, Concerto pour double orchestre à cordes, piano et timbales - Artur Balsam, piano ; Concert Hall Orchestra Society (c. 1951, Concert Hall)
- Mozart, Concerto pour piano no 13, K.415 - Artur Balsam, piano ; Concert Hall Symphony Orchestra (Bridge 9196A/B)
- Mozart, Concerto pour piano no 19 ; Beethoven, Concerto pour piano no 3 - Clara Haskil, piano ; Orchestre symphonique de Winterthur (septembre/octobre 1950, Westminster PWN 307 /DG 471264-2)[5] (OCLC 51326433)
- Mozart, Concerto pour piano no 20 - Clara Haskil, piano ; Orchestre symphonique de Winterthur (septembre 1950, Westminster) (OCLC 48118884)
- Mozart, Symphonies nos 18, 22, 30 [37] - Orchestre symphonique de Vienne (Westminster) (OCLC 15566755)
- Mozart, Concertone, K. 190 ; Symphonie no 23, K. 181 - Orchestre symphonique de Vienne (1950, Westminster) (OCLC 2990041)
- Rimski-Korsakov, Concertos pour piano - Paul Badura-Skoda, piano ; Orchestre symphonique de Vienne (1951, Westminster WL 5068) (OCLC 13689207)
- Saint-Saëns, Concerto pour piano no 2 - Ruth Slenczynska, piano ; Symphony of the Air (Decca) 1959 report DG Eloquence 2020
- Scriabine, Concertos pour piano ; Franck, Variations symphoniques - Paul Badura-Skoda, piano ; Orchestre symphonique de Vienne (Westminster) (OCLC 894521)
- Verdi, Quatro Pezzi Sacri - Chœur de chambre de Vienne, Orchestre de l'opéra de Vienne (c. 1952, Concert Hall)
- Strauss, Macbeth ; Aus Italien - Symphonique de Vienne (1950, Westminster) (OCLC 6228708)
- Tchaïkovski, Souvenir de Florence (1951, Westminster) (OCLC 824619094)
- Vivaldi, Les Quatre Saisons - Louis Kaufman, violon ; membres du New York Philharmonic (Musical Masterpiece String Orchestra sur le disque) (Carnegie Hall, 1947, Naxos "Historic") [6]

## Sources
- (en) Cet article est partiellement ou en totalité issu de l’article de Wikipédia en anglais intitulé « Henry Swoboda » (voir la liste des auteurs).
- Horst Weber et Manuela Schwartz (éd.), Sources relating to the history of émigré musicians, 1933–1950, vol. 2, Munich 2005, p. 272.